# Oplodnění
Oplodnění (též oplození nebo fertilizace) je splynutí dvou pohlavních buněk (gamet) v zygotu za účelem zformování nového organismu. U živočichů tento proces zahrnuje fúzi spermie s vajíčkem, což vede ke vzniku zygoty a jejímu následnému vývoji v embryo a plod. Podle živočišného druhu může oplodnění proběhnout uvnitř těla samice (vnitřní oplození) nebo mimo ně (vnější oplození).
Celý proces vývoje nových jedinců se nazývá rozmnožování.

## Oplodnění u savců

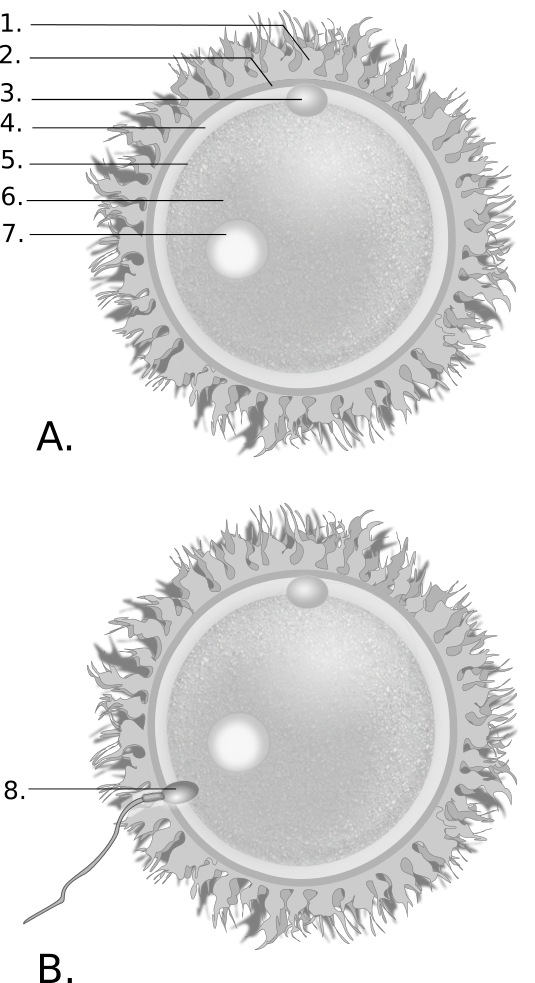
A – sekundární oocyt (II. řádu)
1. corona radiata; 2.zona pellucida; 3. polární tělísko; 4. perivitellinní prostor; 5. cytoplazmatická membrána (oolemma); 6. cytoplazma; 7. jádro;
B – oplodnění
8. spermie

U všech savců dochází k vnitřnímu oplodnění prostřednictvím pohlavního styku. Ten probíhá tak, že dojde ke spojení pohlavních orgánů samce a samice.
Samčí vnější pohlavní orgán (penis) je vnořen do otvoru pochvy a zde dochází k výronu semene (ejakulace ejakulátu). V semeni (ejakulátu) je mimo jiné obsaženo značné množství spermií, které vyrazí směrem do vejcovodu. K nasměrování spermií slouží stahy vejcovodů, které nasávají tekutinu (včetně ejakulátu), ale napomáhá tomu také protisměrný pohyb části řasinek ve vejcovodu v době kolem ovulace. Spermie jsou u většiny druhů zachyceny v oviduktálním reservoáru. Po určité době strávené v samičím reprodukčním traktu spermie kapacitují (stanou se schopnými oplodnit vajíčko). Cesta k vajíčku je velice obtížná, drtivá většina spermií k němu vůbec nedorazí a „zemře“ cestou (předpokládá se, že zde odpadne většina defektních spermií). Kapacitované spermie nalézají vajíčko pomocí termotaxe (vajíčko tvoří tepelný gradient při svém sestupu vejcovodem) a chemotaxe (vajíčko produkuje látky, které spermii navigují).
Po nalezení vajíčka spermie musí u většiny druhů proniknout obalem granulózních buněk (cumulus oophorus) a dostat se ke glykoproteinovému obalu vajíčka – zoně pellucidě. Kontakt se zonou pellucidou je signálem pro akrozomální reakci (exocytózu specializované organely spermie – akrosomu, který obsahuje různé lytické enzymy). Enzymy uvolněné při akrozomální reakci rozštípou otvor do zony pellucidy a spermie může pomocí pohybů bičíku proniknout až k plazmatické membráně vajíčka (oolema). Často se uvádí, že spermie při oplodnění odhazují bičík a dovnitř proniká jen hlavička, toto se však děje pouze výjimečně; u většiny živočichů proniká dovnitř celá spermie. Po průniku spermie dovnitř vajíčka dochází k jejich fúzi (splynutí). Fúze první spermie vyvolá exocytózu kortikálních granulí vajíčka, které obsahují enzymy modifikující (zesíťující) glykoproteiny zony pellucidy a její odtržení od plazmatické membrány – tím se zamezí v pronikání dalších spermií. Oplozením vajíčka vzniká diploidní buňka – zygota. U savců ale často se špatným počtem chromozomů. Pokud se vajíčko po úspěšné fertilizaci zahnízdí v děloze, samice se označuje jako březí (též gravidní, u člověka těhotná).

## Oplodnění urostlin
Pro rostliny je sice velmi významné i nepohlavní rozmnožování probíhající za pomoci vegetativních orgánů (popř. dělením buněk u jednobuněčných), které je dostačující k tomu, aby se rostlina mohla šířit (závisí však na druhu). Přesto i u rostlin má pohlavního rozmnožování a oplodnění zásadní význam, neboť umožňuje vznik rostliny se zcela nově nakombinovanou genetickou informací. Během pohlavního rozmnožování dochází ke splynutí samičí a samčí pohlavní buňky. To vede k vývoji zárodku nové rostliny. Proces však probíhá jinak u semenných rostlin, jinak u výtrusných rostlin zbývajících ve skupině vyšší rostliny a jinak u nižších rostlin.
U všech vyšších rostlin se střídají tzv. pohlavní a nepohlavní generace (gametofyt a sporofyt). U semenných rostlin však toto rozlišení není pro praktické účely příliš významné, neboť gametofytem jsou u nich jen jejich generativní orgány, které jsou na zbytku rostliny přisedlé a na ní závislé. Významné je toto členění pro pochopení oplodnění u rostlin výtrusných.

### Semenné rostliny, veškeré rostliny, které kvetou a tvoří semena

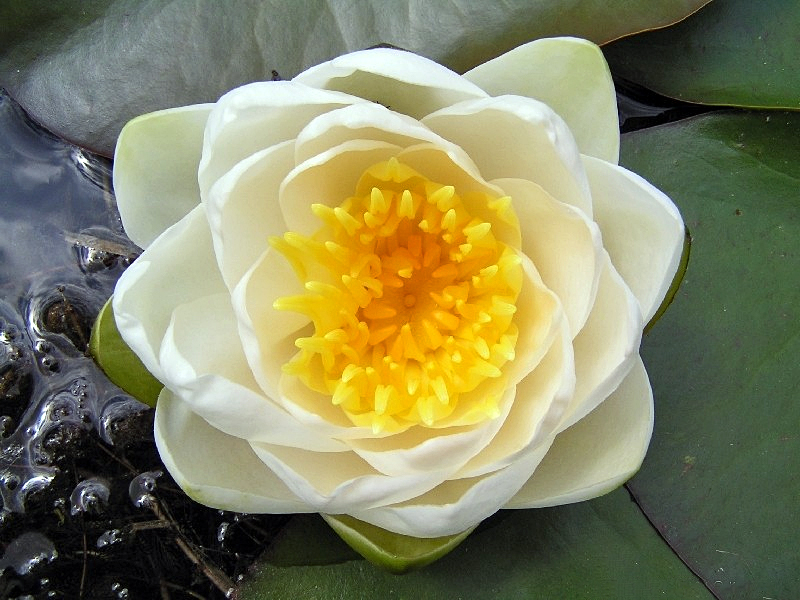
Květ leknínu bílého je rostlinný orgán připravený k reprodukci

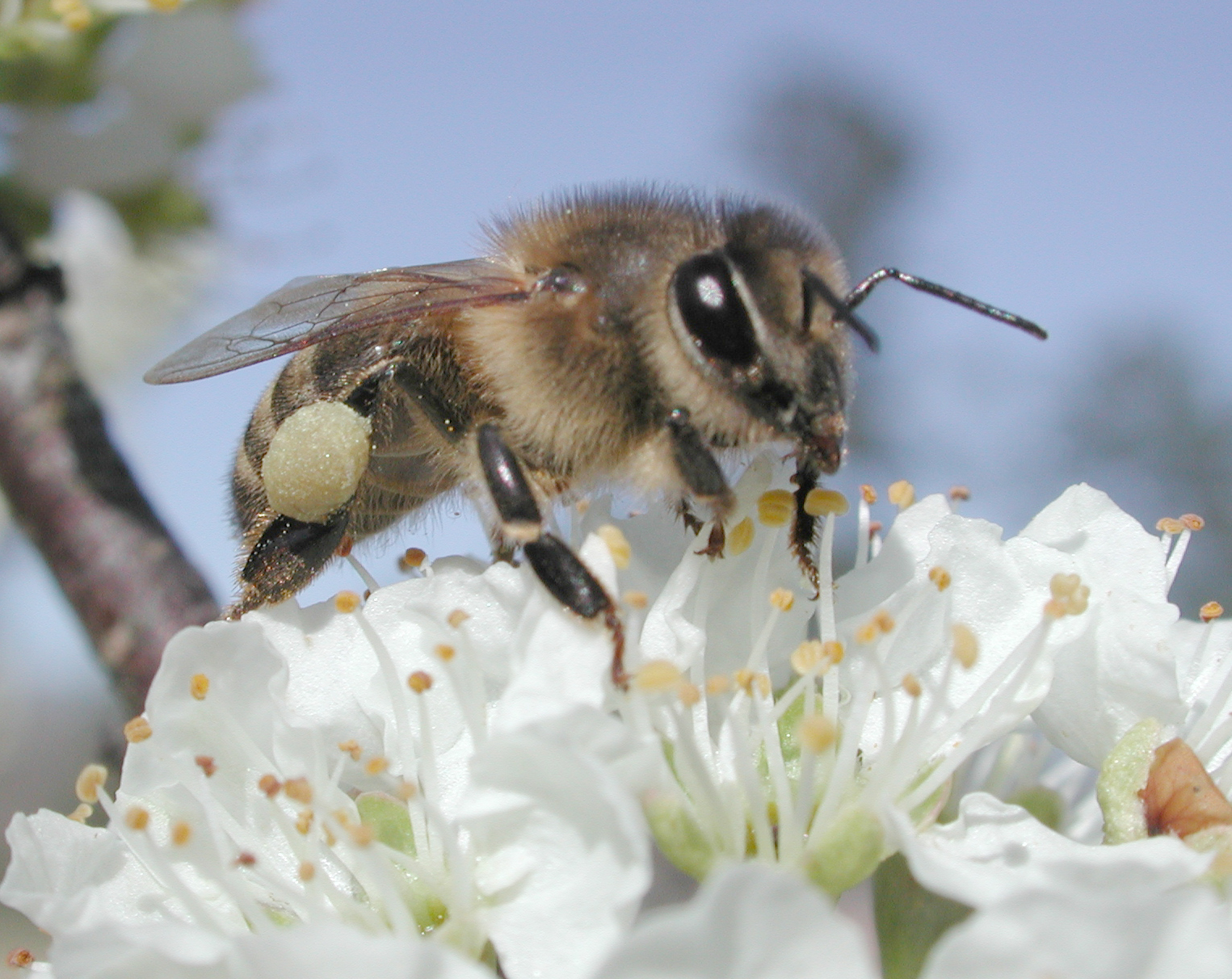
Včela na květech slivoně, zajišťuje přenos pylu.

U semenných rostlin je pohlavní buňkou tzv. vaječná buňka, která sídlí ve vajíčku (vajíčko je u rostlin vícebuněčný útvar). Samčí pohlavní buňkou jsou spermatické buňky, které jsou vždy dvě uvnitř pylové láčky, vyrůstající z pylového zrna, které musí být před tím dopraveno na bliznu.

#### Prorůstání pylové láčky
Po opylení, což je přenesení pylu z prašníku na povrch blizny (horní část samičího orgánu, zvaného pestík), se pylová zrna (jeho obsah) snaží dostat do vajíčka tím, že si vytváří pylovou láčku.
Pylová láčka musí prorůst skrze celou délku čnělky, která se nachází v pestíku mezi bliznou a semeníkem. Nakonec proniká otvorem klovým k zárodečnému vaku. Jedna ze spermatických buněk oplodní vaječnou buňku, která se tím mění v diploidní zygotu, druhá oplodní diploidní centrální buňku zárodečného vaku a vznikne základ triploidního živného pletiva zárodku, endospermu. Endosperm je využíván jako zdroj živin při klíčení nebo je spotřebován již při vývoji zárodku. Jeho vyživovací funkci pak mohou převzít dělohy, např. u bobovitých rostlin. U krytosemenných rostlin vzniká živné pletivo až po oplození, u nahosemenných nezávisle na něm. Vzniká plod.
Tato zdánlivě zbytečná práce, kterou pylová láčka musí vykonat, není samoúčelná, ale funguje jako spolehlivý biologický filtr, který zaručuje, že vajíčko nebude opyleno pylem jiného druhu rostliny a někdy naopak chrání i před oplozením příliš příbuzným jedincem (inkompatibilita). Tato selekce funguje již na povrchu blizny a její podstatou je, že žádoucí pyl si musí s bliznou a pestíkem „chemicky rozumět“. Je možno shrnout, že ne každé pylové zrno, které se přilepí na bliznu, může vytvořit pylovou láčku.
Vzhledem k sofistikovanosti tohoto procesu ani láčka neroste jednoduše přímo, ale prorůstá čnělku blízko její pokožky vlnivým pohybem a nakonec se stáčí ke spodku semeníku, pak blízko lůžka prochází obal vajíčka a dosáhne uvnitř vaječné buňky. Díky růstu pylové láčky dojde ke spojení spermatické buňky s buňkou vaječnou.

#### Vývoj plodu po oplození
Po oplodnění se začne semeník zvětšovat a vzniká z něj plod (např. veškeré ovoce).
U mnohosemenného ovoce je nutno více pylových zrn, protože s každým vajíčkem se musí spojit jedno. Proces lze snadno demonstrovat u kukuřice seté. Pyl ze samčích květů napadá na lepkavou vnější část tzv. hedvábí (vlákna čnějící z palice samičích květů), pak pylové láčky rostou dolů hedvábím dovnitř až k vajíčku. Vysušené hedvábí zůstane ve slupce klasu během dozrávání semen, proto pokud slupku odstraníte opatrně, je možné prohlédnout si strukturu květu. Vývoj dužniny ovoce je úměrný podílu oplozených vajíček. Např. vodní meloun vyžaduje – k tomu, aby vývoj plodu proběhl normálně, co se týče počtu semen, velikosti i tvaru plodu –, asi 1000 pylových zrnek dodaných a pravidelně rozložených na 3 laloky blizny.

### Výtrusné rostliny
- Sporangium
- Střídání sporofytu a gametofytu
- Tvorba pohlavních a nepohlavních spor.

### Nižší rostliny
Pro nižší rostliny je spíše velmi významné nepohlavní rozmnožování. Jejich případné pohlavní rozmnožování bývá často velmi komplikované a navzájem mezi druhy (a většími taxony) velmi rozdílné (izogamie, anizogamie, oogamie.). Pohlavním rozmnožováním může být jak fúze identických buněk (isogamie) tak i oplodnění větší nepohyblivé buňky (samičí) menší pohyblivou buňkou (samčí) (oogamie).